# Costituzione della Corsica del 1755

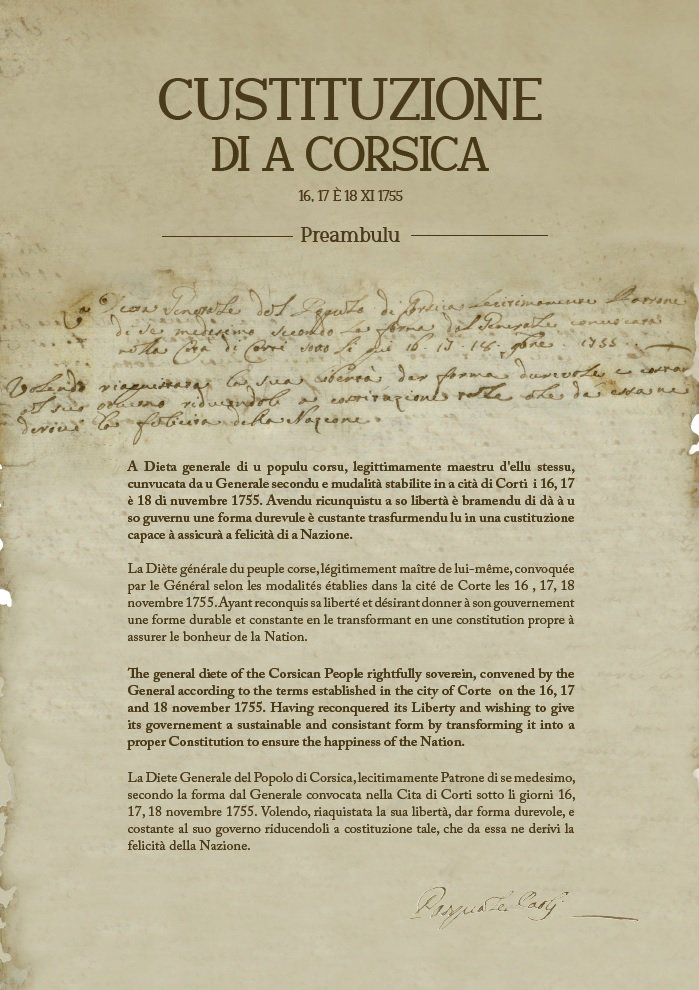

La costituzione della Corsica del 1755, detta anche costituzione paolina dal nome del suo estensore, Pasquale Paoli, fu la prima costituzione al mondo scritta secondo i principi dell'illuminismo, e comprendeva la prima implementazione del suffragio femminile, rappresentando anche il primo esempio nella storia moderna di una carta d'impronta democratica, precedente alle costituzioni rivoluzionarie americane e francesi.
Concepito come reazione al regime dispotico instaurato dalla Repubblica di Genova in Corsica, il testo getta le basi per una nuova realtà giuridica soprattutto in materia di forma di governo e di ordinamento processuale. La costituzione paolina si caratterizza per un'ispirazione dei diritti comunitaristica, piuttosto che individualistica.
Tale ispirazione si manifesta nel riferimento ai doveri, in particolare quelli connessi alla difesa della patria, al corretto esercizio delle funzioni pubbliche e al rispetto delle regole giudiziarie attraverso il divieto di farsi giustizia da sé.
La costituzione degli Stati Uniti d'America completata nel 1787 e in vigore dal 1789 venne ispirata dalla costituzione della Corsica del 1755.